# Tercyna
Tercyna (wł. terza rima) – strofa otwarta złożona z 3 wersów, zwykle jedenastozgłoskowych, powiązana rymami ze strofą poprzednią i następną. Rymy mają następujący układ w kolejnych zwrotkach: aba, bcb, cdc, ded itd.
Nagle mnie trącił płacz na pustym błoniu:
„Rzymie, nie jesteś ty już dawnym Rzymem”.
Tak śpiewał pasterz trzód, siedząc na koniu.
Przede mną mroczne błękitnawym dymem
Sznury pałaców pod Apeninami,
Nad nim kościół ten, co jest olbrzymem.
Juliusz Słowacki, Rzym
Tercyna oznacza nie tylko pojedynczą strofę, ale również układ stroficzny większej całości, w którym liczba zwrotek nie jest ustalona.  Taki układ stroficzny użyty został przez Dantego w Boskiej komedii. Dantego uważa się za twórcę zarówno samej strofy, jak i tercynowego układu kompozycyjnego. 
W literaturze polskiej tercyna pojawia się na przykład w wierszach Leopolda Staffa (O strzesze naszej).
Tercyny występują często w sonecie (abba abba cdc dcd). Mogą też tworzyć szczególny sonet tercynowy (aba bcb cdc ded ee). Sonety tego typu pisali Percy Bysshe Shelley (Oda do wiatru zachodniego), Robert Frost (Acquainted with the night) i Jan Kasprowicz (cykl Cisza wieczorna).
Rozmiłowana, roztęskniona,
Hen! od wieczornej idzie zorzy
Zamykać Tatry w swe ramiona.
Przed nią zawiewa oddech boży:
Wonie jedliczne i świerkowe
Ze swych lesistych wstają łoży.
A ona tuli jasną głowę
Do Osobitej, by wraz potem
Kłaść ją na piersi Giewontowe.
Po reglach muśnie li przelotem,
Czoło Świnniczne w żar rozpali
I Hawrań zleje krwawym złotem.
Tak mknąc po szczycie i po hali,
Z ogniem tęsknicy ginie w dali…
Jan Kasprowicz, Cisza wieczorna